# Perbenzoëzuur
Perbenzoëzuur of peroxybenzoëzuur is een peroxycarbonzuur afgeleid van benzoëzuur. Het kan bereid worden door benzoëzuur te laten reageren met geconcentreerd waterstofperoxide.
Zoals vele peroxiden, zijn peroxycarbonzuren in zuivere of geconcentreerde toestand onstabiel en kunnen ze explosief ontleden.
Peroxycarbonzuren zijn sterke oxidatoren. Men kan perbenzoëzuur derhalve gebruiken om epoxiden te maken; bijvoorbeeld om styreen om te zetten in styreenoxide.
Perbenzoëzuur kan ook gebruikt worden in ontsmettingsmiddelen of bacteriedodende middelen.